# AFZFG
Das Bundesgesetz über die Aufarbeitung der fürsorgerischen Zwangsmassnahmen und Fremdplatzierungen vor 1981, auch Aufarbeitungsgesetz genannt (abgekürzt AFZFG), vom 30. September 2016 ist ein Schweizer Bundesgesetz, das der Anerkennung und Wiedergutmachung des in der Schweiz bis 1981 geschehenen Unrechts der fürsorgerischen Zwangsmassnahmen und Fremdplatzierungen dient. Es trat am 1. April 2017 in Kraft. Kern des Gesetzes ist ein einmaliger Solidaritätsbeitrag von 25'000 Schweizer Franken pro betroffener Person als Geste der Entschädigung. Ausserdem verpflichtet das AFZFG die Behörden, die relevanten Akten zu sichern und den Opfern Einsicht zu gewähren, kantonale Anlauf- und Beratungsstellen für Betroffene zu schaffen und eine umfassende wissenschaftliche Aufarbeitung dieses Kapitels der Sozialgeschichte zu gewährleisten. Das Gesetz wurde vom Parlament als indirekter Gegenentwurf zur Volksinitiative «Wiedergutmachung für Verdingkinder und Opfer fürsorgerischer Zwangsmassnahmen» (kurz: Wiedergutmachungsinitiative) erarbeitet und implementierte wesentliche Forderungen dieser Initiative teilweise. Daraufhin zog das Initiativkomitee die Wiedergutmachungsinitiative zurück; das AFZFG konnte ohne Volksabstimmung in Kraft treten.

## Historischer Hintergrund
In der Schweiz waren bis 1981 Hunderttausende Kinder und auch Erwachsene von sogenannten fürsorgerischen Zwangsmassnahmen (FSZM) oder Fremdplatzierungen betroffen. Diese administrativen Massnahmen – beispielsweise behördliche Einweisungen von Kindern und Jugendlichen in Pflegefamilien oder Heime, Zwangsunterbringungen von Erwachsenen in Anstalten sowie weitere Eingriffe – führten in vielen Fällen zu schwerem Leid und langfristigen Beeinträchtigungen der körperlichen, psychischen und sexuellen Integrität oder gar zum Tod der Betroffenen. Zu den verschiedenen Formen dieser Zwangsmassnahmen und Fremdplatzierungen zählten insbesondere folgende Personengruppen und Schicksale:
- Verdingkinder – Kinder, die als Pflegekinder auf Bauernhöfen platziert wurden und faktisch oft als billige Arbeitskräfte ausgebeutet, misshandelt und teils auch sexuell missbraucht wurden.
- Heimkinder – Kinder und Jugendliche, die in streng geführten Heimen untergebracht waren und dort harte Disziplin, Misshandlungen und Demütigungen erlitten.
- Administrativ Versorgte – Personen (häufig Jugendliche oder junge Erwachsene), deren Lebenswandel nicht den damaligen gesellschaftlichen Normen entsprach und die von Vormundschaftsbehörden ohne Gerichtsurteil in Arbeitsanstalten oder sogar Gefängnisse eingewiesen wurden.
- Opfer reproduktiver Zwangsmassnahmen – vor allem junge Frauen, die unter Druck gesetzt wurden und einer Abtreibung, Sterilisation oder der Zwangsadoption ihrer Kinder zustimmen mussten.
- Opfer von Medikamentenversuchen – Heim- oder Anstaltsbewohner, die gegen ihren Willen oder ohne ihr Wissen als Probanden für unerprobte Medikamente dienten oder zwangsmedikamentiert wurden.

Diese Praktiken stützten sich auf die damalige Gesetzgebung (etwa Bestimmungen des Zivilgesetzbuches) und wurden von Behörden, Fürsorgeeinrichtungen, Kirchen oder privaten Organisationen bis in die späten 1970er-Jahre angewandt. Mit Reformen des Vormundschaftsrechts und neuen gesetzlichen Grundlagen endeten die administrativen Zwangseinweisungen de jure im Jahr 1981. Danach waren behördliche Fürsorgemassnahmen in dieser Form – d. h. ohne gerichtliches Verfahren – gesetzlich nicht mehr zulässig. Dennoch dauerte es Jahrzehnte, bis das erlittene Unrecht öffentlich thematisiert und politisch aufgearbeitet wurde.
Ab den 2000er-Jahren gerieten die Schicksale der Verdingkinder und anderer Opfer von FSZM vermehrt in den Fokus der Öffentlichkeit, unter anderem durch Medienberichte, historische Studien und Betroffenenberichte. 2010 fand in Hindelbank ein erster Gedenkanlass für administrativ Versorgte statt, bei dem Bundesrätin Eveline Widmer-Schlumpf sich im Namen des Bundesrates offiziell für das diesen Personen zugefügte Leid entschuldigte. Am 11. April 2013 folgte im Rahmen eines nationalen Gedenkanlasses in Bern eine umfassende Entschuldigung von Bundesrätin Simonetta Sommaruga gegenüber allen Opfern fürsorgerischer Zwangsmassnahmen. Sommaruga bezeichnete diesen Anlass als «Anfangspunkt einer umfassenden Aufarbeitung» dieses dunklen Kapitels der Schweizer Geschichte. Diese Gesten bildeten den Auftakt für politische Massnahmen zur historischen Aufarbeitung und Wiedergutmachung.

## Entstehungsgeschichte
Nach dem bundesrätlichen Schuldeingeständnis 2013 leitete das Eidgenössische Justiz- und Polizeidepartement unter Sommaruga weitere Schritte ein. Am 13. Juni 2013 konstituierte sich ein Runder Tisch zur Aufarbeitung des Leids und Unrechts der Opfer von FSZM. In diesem Gremium arbeiteten Vertreter der Betroffenen sowie des Bundes, der Kantone, der Kirchen und weiterer Institutionen zusammen, moderiert von dem vom Bundesrat ernannten Delegierten für Opfer von FSZM. Ziel war es, Soforthilfen zu organisieren und Empfehlungen für eine Wiedergutmachung auszuarbeiten. Bereits im April 2014 wurde auf Initiative des Runden Tisches ein Soforthilfefonds eingerichtet, verwaltet durch die Stiftung Glückskette, aus dem Opfer in finanzieller Notlage einmalige Beiträge von 4'000 bis 12'000 Franken erhalten konnten. Im August 2014 veröffentlichte der Runde Tisch einen Bericht mit Empfehlungen, der u. a. eine offizielle Anerkennung des Unrechts, finanzielle Leistungen an die Opfer, die wissenschaftliche Aufarbeitung sowie Massnahmen zur Sensibilisierung der Öffentlichkeit forderte.
Parallel dazu entstand aus der Zivilgesellschaft heraus die sogenannte Wiedergutmachungsinitiative. Ein überparteiliches Komitee unter der Leitung der Guido Fluri Stiftung lancierte am 1. April 2014 diese eidgenössische Volksinitiative mit dem Anliegen, die Opfer fürsorgerischer Zwangsmassnahmen angemessen zu entschädigen und die Geschehnisse aufzuarbeiten. Am 19. Dezember 2014 wurde die «Volksinitiative Wiedergutmachung für Verdingkinder und Opfer fürsorgerischer Zwangsmassnahmen» mit über 100'000 beglaubigten Unterschriften bei der Bundeskanzlei eingereicht. Die Initiative verlangte insbesondere die Schaffung eines mit 500 Millionen Franken dotierten Entschädigungsfonds zugunsten der Opfer sowie die Finanzierung historischer Forschungen.
Der Bundesrat reagierte zunächst zurückhaltend, entschied sich aber kurz nach Einreichung der Initiative für einen indirekten Gegenentwurf auf Gesetzesstufe. Am 24. Juni 2015 schickte das Bundesamt für Justiz den Vorentwurf des Bundesgesetzes über die Aufarbeitung der FSZM und Fremdplatzierungen in die Vernehmlassung. Nach überwiegend positiver Resonanz der Kantone, Parteien und Verbände verabschiedete der Bundesrat am 4. Dezember 2015 die entsprechende Botschaft zuhanden des Parlaments.
Die eidgenössischen Räte berieten die Vorlage im Jahr 2016. In den parlamentarischen Debatten wurde der Solidaritätsbeitrag als wichtiger Schritt zur späten Wiedergutmachung des erlittenen Unrechts anerkannt; zugleich wurde betont, dass damit kein eigentliches Haftungsanerkenntnis des Staates verbunden sei, sondern eine solidarische Geste. Am 30. September 2016 verabschiedete das Parlament das AFZFG mit deutlicher Mehrheit. Damit waren die Kernanliegen der Wiedergutmachungsinitiative – wenn auch mit geringerem Finanzrahmen – in Gesetzesform umgesetzt. Das Initiativkomitee erklärte am 10. Oktober 2016 unter der Bedingung des Inkrafttretens des Bundesgesetzes den Rückzug der Volksinitiative. Die Referendumsfrist gegen das AFZFG lief am 26. Januar 2017 unbenutzt ab, sodass das Gesetz am 1. April 2017 in Kraft treten konnte. Der Bundesrat erliess am 15. Februar 2017 die Ausführungsverordnung zum AFZFG, welche Details zur Umsetzung (Antragsverfahren, Zuständigkeiten etc.) regelte.

## Inhalt und Bestimmungen des AFZFG
Das AFZFG bezweckt die «Anerkennung des Unrechts», das Personen angetan wurde, die vor 1981 von einer fürsorgerischen Zwangsmassnahme oder einer Fremdplatzierung betroffen waren, und  soll ein «Zeichen für eine gewisse Wiedergutmachung» setzen. Dies erfolgt durch ein Paket von Massnahmen, welche im Gesetz festgelegt sind. Im Mittelpunkt steht dabei der finanzielle Solidaritätsbeitrag an die Opfer. Darüber hinaus enthält das Gesetz Regelungen zur Archivierung der Akten, zur Akteneinsicht für Betroffene, zur Beratung der Opfer sowie zur historischen Aufarbeitung. Die wichtigsten Bestimmungen sind:
- Solidaritätsbeitrag: Ehemalige Verdingkinder, administrativ Versorgte und andere Opfer fürsorgerischer Massnahmen vor 1981 haben Anspruch auf einen einmaligen Solidaritätsbeitrag in Höhe von 25'000 Franken, sofern sie ein entsprechendes Gesuch stellen und die gesetzlichen Kriterien erfüllen. Dieser Betrag wird unabhängig von der individuellen Dauer oder Schwere des erlittenen Unrechts gewährt und stellt kein eigentliches Schmerzensgeld, sondern eine symbolische Wiedergutmachung dar.

- Archivierung und Akteneinsicht: Bund, Kantone und private Archivträger sind verpflichtet, alle verfügbaren Unterlagen zu fürsorgerischen Zwangsmassnahmen und Fremdplatzierungen sicher aufzubewahren und zu katalogisieren. Betroffene Personen erhalten das Recht, Einsicht in die sie betreffenden Akten und Personendossiers zu nehmen, um ihre eigene Vergangenheit aufarbeiten zu können. Dadurch soll verhindert werden, dass Dokumente vernichtet werden oder Opfer an der Rekonstruktion ihrer Lebensgeschichte gehindert werden.

- Kantonale Anlauf- und Beratungsstellen: Die Kantone müssen Anlaufstellen einrichten, die als Beratungseinrichtungen für die Opfer und ihre Angehörigen dienen. Diese Stellen unterstützen Betroffene beispielsweise beim Ausfüllen des Gesuchsformulars für den Solidaritätsbeitrag, bei der Suche nach archivalischen Unterlagen (in Zusammenarbeit mit Staatsarchiven) und vermitteln auf Wunsch psychologische oder rechtliche Beratung. Sie dienen als regionale Ansprechpartner und sollen einen niederschwelligen Zugang zu Hilfeleistungen gewährleisten.

- Weitere Unterstützungsleistungen: Das Gesetz ermöglicht zusätzliche Fördermassnahmen zugunsten der Opfer. Insbesondere sieht es Finanzhilfen für Selbsthilfeprojekte und Kollektivformen der Aufarbeitung vor. So können sich Betroffenenorganisationen oder Gruppen von Opfern für Projekte zur gegenseitigen Unterstützung, Traumabewältigung oder öffentlichen Sensibilisierung um finanzielle Beiträge des Bundes bewerben. Überdies können gemäss AFZFG in begrenztem Umfang weitere sozialpolitische Massnahmen gefördert werden, die den Opfern zugutekommen (z. B. kostenlose Beratung in bestimmten Bereichen).

- Wissenschaftliche Aufarbeitung: Der Bundesrat wird durch das Gesetz beauftragt, die umfassende wissenschaftliche Untersuchung der Thematik der FSZM und Fremdplatzierungen voranzutreiben und zu fördern. Dieses Mandat führte zur Einsetzung von Forschungsgremien und Programmen (siehe unten). Die gewonnenen Erkenntnisse sollen zur öffentlichen Aufarbeitung beitragen und künftige Generationen für das begangene Unrecht sensibilisieren.

## Wissenschaftliche Aufarbeitung

### Unabhängige Expertenkommission «Administrative Versorgungen»
Bereits vor Verabschiedung des AFZFG, am 5. November 2014, setzte der Bundesrat eine Unabhängige Expertenkommission (UEK) Administrative Versorgungen ein. Dieser interdisziplinär zusammengesetzten Kommission unter dem Vorsitz des Historikers Markus Furrer wurde der Auftrag erteilt, die Praxis der administrativen Versorgungen (d. h. die behördlichen Zwangseinweisungen von Personen ohne Gerichtsverfahren) in der Schweiz vor 1981 umfassend historisch aufzuarbeiten. Dabei sollte die UEK explizit auch die Zusammenhänge mit anderen fürsorgerischen Zwangsmassnahmen und Fremdplatzierungen berücksichtigen. Die Forschungsarbeiten der Kommission fanden in den Jahren 2015 bis 2018 statt und umfassten Archivstudien in allen Landesteilen, Zeitzeugeninterviews sowie sozialhistorische Analysen.
Am 2. September 2019 stellte die UEK ihren Schlussbericht der Öffentlichkeit vor. Die Resultate wurden in insgesamt zehn Bänden veröffentlicht. Die Untersuchung belegte die enorme Dimension des Phänomens: Gemäss UEK wurden im Verlauf des 20. Jahrhunderts in der Schweiz mindestens 60'000 Menschen Opfer einer administrativen Versorgung – das heisst, sie wurden von Behörden ohne strafrechtliche Grundlage in Anstalten eingewiesen. Dabei identifizierte die Kommission über 600 verschiedene Einrichtungen (Arbeitsanstalten, Psychiatrien, Gefängnisse u. a.), in denen solche Fremdplatzierungen vollzogen wurden. Die UEK dokumentierte detailliert die erschütternden Lebensschicksale der Betroffenen, die Rechtsgrundlagen und Verwaltungspraktiken jener Zeit sowie die Rolle verschiedener Akteure (Behörden, Sozialinstitutionen, Kirchen, Private). Sie kam zum Schluss, dass die administrativen Zwangsmassnahmen ein Phänomen von grosser Tragweite und gravierenden Menschenrechtsverletzungen waren. Mit der Publikation ihrer Ergebnisse betonte die UEK auch, dass die gesellschaftliche Rehabilitierung der betroffenen Personen erst am Anfang stehe. Nach Abschluss ihres Mandats wurde die UEK Ende 2019 aufgelöst.

### Nationales Forschungsprogramm 76 «Fürsorge und Zwang»
Zusätzlich zur UEK initiierte der Bund ein breit angelegtes wissenschaftliches Forschungsprogramm, um die Thematik der FSZM und Fremdplatzierungen aus verschiedenen Perspektiven zu untersuchen. Am 22. Februar 2017 beauftragte der Bundesrat den Schweizerischen Nationalfonds (SNF) mit der Durchführung des Nationalen Forschungsprogramms 76 (NFP 76) «Fürsorge und Zwang – Geschichte, Gegenwart, Zukunft». Dieses Forschungsprogramm umfasste 29 Teilprojekte in den Geistes- und Sozialwissenschaften und lief offiziell von 2018 bis 2023. Der Bund stellte dafür einen Finanzrahmen von 18 Millionen Franken zur Verfügung. Die Projekte des NFP 76 befassten sich u. a. mit der historischen Entwicklung der Fürsorgepolitik, mit rechtlichen und ethischen Fragen, mit den langfristigen Auswirkungen der Zwangsmassnahmen auf die Betroffenen sowie mit aktuellen Aspekten der Fremdplatzierung und Betreuung.
Ende 2024 wurde das NFP 76 nach fast achtjähriger Laufzeit erfolgreich abgeschlossen. Rund 170 Forschende hatten in diesem Rahmen die Schweizer Fürsorgepraxis vertieft untersucht und wichtige Grundlagen für die zukünftige Sozialpolitik erarbeitet. Die Ergebnisse des Programms sind in drei thematischen Buchbänden veröffentlicht worden, die 2024 erschienen, sowie in einer abschliessenden Synthesestudie mit dem Titel «Eingriffe in Lebenswege», welche zehn zentrale Handlungsempfehlungen formuliert. Zu den publizierten Bänden des NFP 76 gehören «Zwischen Schutz und Zwang – Normen und Praktiken im Wandel der Zeit», «Diffuse Verantwortlichkeiten – Strukturen, Akteure und Bewährungsproben» sowie «Platzierung und Schicksal – Behördenentscheide und Auswirkungen auf den Lebenslauf», die verschiedene Facetten der Thematik beleuchten.
Ein wichtiges Anliegen des NFP 76 war auch der Transfer des gewonnenen Wissens in die Gesellschaft. Viele Erkenntnisse aus den Forschungsprojekten flossen in das vom Bundesamt für Justiz lancierte Programm «erinnern für morgen» ein. Dieses Nachfolgeprogramm dient der Vermittlung und Sensibilisierung rund um die Geschichte der fürsorgerischen Zwangsmassnahmen. Es umfasst Bildungsangebote (z. B. Lehrmittel für Schulen), Ausstellungen, Veranstaltungen und digitale Informationsplattformen, welche die Ergebnisse der wissenschaftlichen Aufarbeitung einer breiten Öffentlichkeit zugänglich machen. Das Bundesamt für Justiz fördert im Rahmen von «erinnern für morgen» bis mindestens 2028 diverse Vermittlungsprojekte, die das Thema aufgreifen.

## Gesellschaftliche Rezeption und Kritik
Die Verabschiedung des AFZFG wurde von Politik und Öffentlichkeit überwiegend positiv aufgenommen. Über alle Parteigrenzen hinweg herrschte Einigkeit, dass den Opfern des damaligen Unrechts endlich eine symbolische Wiedergutmachung zuteilwerden müsse. Das eindeutige parlamentarische Ja zum Gesetz spiegelte den gesellschaftlichen Konsens wider, dieses dunkle Kapitel der Schweizer Sozialgeschichte aufzuarbeiten. Viele Betroffene begrüssten das Bundesgesetz als späten Akt der Gerechtigkeit und Anerkennung. So versammelten sich z. B. im Sommer 2018 erstmals Hunderte ehemalige Verdingkinder zu einem gemeinsamen Treffen, um den Erfolg der Wiedergutmachungsinitiative und die Auszahlungen der Solidaritätsbeiträge zu feiern. Auch Medien würdigten das Gesetz als wichtigen Schritt der Vergangenheitsbewältigung und hoben hervor, dass damit zumindest ein Teil des erlittenen Leids anerkannt werde.
Gleichwohl gab es auch kritische Stimmen und Diskussionen über die Ausgestaltung des Gesetzes. Einige Vertreter der Opfer bemängelten die Höhe des Solidaritätsbeitrags als unzureichend. Ein Betrag von 25'000 Franken könne das zerstörte Leben vieler Betroffener kaum aufwiegen, so der Tenor; die Schweiz komme damit «sehr billig davon», gemessen am Ausmass des angerichteten Unrechts. Während der Beratungen wurde darauf hingewiesen, dass der Solidaritätsbeitrag nur ein symbolischer Akt sei und keine volle Entschädigung im juristischen Sinne darstelle. Tatsächlich schliesst das Gesetz weitergehende finanzielle Ansprüche (wie Schadenersatz oder Genugtuung) explizit aus – es handelt sich um eine freiwillige Leistung der öffentlichen Hand, durch die keine Anerkennung einer Rechtspflicht begründet wird. Manche Opfer verzichteten sogar bewusst auf einen Antrag, da sie die pauschale «Abfindung» als unzureichend oder die Antragstellung als zu belastend empfanden. Studien der UEK und anderer Forschungsteams stellten fest, dass die Hürden für ältere oder traumatisierte Betroffene mitunter hoch waren und die Gesuchseingabe für viele mit schmerzhaften Erinnerungen verbunden war. Dies führte dazu, dass nicht alle Anspruchsberechtigten von der Möglichkeit Gebrauch machten.
Kritik wurde auch an der ursprünglich im Gesetz vorgesehenen kurzen Antragsfrist geübt. Die Frist bis Ende März 2018 wurde von einigen als zu knapp bemessen angesehen, da etliche Betroffene schwer zu erreichen waren oder Zeit brauchten, um sich zu entschliessen, einen Antrag zu stellen. Infolgedessen machten Opferverbände und Fürsprecher Druck, diese Einschränkung zu beseitigen. Des Weiteren wurde über Fragen der Gleichbehandlung diskutiert: Da der Solidaritätsbeitrag für alle Opfer gleich hoch ausfällt, unabhängig von individuell erlittenem Leid, sahen einige darin eine Nivellierung gravierender Unterschiede in den Schicksalen. Umgekehrt wurde argumentiert, eine Pauschale vermeide demütigende Prüfungen des einzelnen Leids und anerkenne alle Betroffenen als Opfer.
In jüngerer Zeit entstand eine Debatte über Ungleichbehandlungen zwischen verschiedenen Kantonen. Im Jahr 2023 beschloss die Stadt Zürich, ehemaligen Opfern fürsorgerischer Zwangsmassnahmen mit Zürcher Bezug zusätzlich zum Bundesbeitrag weitere 25'000 Franken aus der Stadtkasse auszuzahlen. Der Kanton Schaffhausen erarbeitete 2024 ebenfalls eine gesetzliche Grundlage, um ab 2025 allen Opfern mit Schaffhauser Bezug einen ergänzenden kantonalen Solidaritätsbeitrag von 25'000 Franken zu gewähren. Diese regionalen Zusatzleistungen führen dazu, dass betroffene Personen je nach Wohnsitzkanton insgesamt 50'000 Franken erhalten können, während andere weiterhin auf die 25'000 Franken des Bundes beschränkt bleiben. Opfervertreter kritisierten die entstehende «Zweiklassengesellschaft» unter den Opfern als ungerecht. Im November 2024 wandten sich bereits mehrere Betroffene in Briefen an Kantonsregierungen und Parlamentsfraktionen in der ganzen Schweiz mit der Bitte, ähnliche Zusatzbeiträge einzuführen, um die Gleichbehandlung aller Opfer zu gewährleisten. Diese Entwicklung zeigte, dass das Thema Wiedergutmachung auch nach Umsetzung des Bundesgesetzes weiter in Bewegung bleibt und regional unterschiedlich angegangen wird.
Juristinnen und Juristen bewerteten das AFZFG insgesamt als pragmatische Lösung, um ohne langwierige Gerichtsverfahren eine symbolische Wiedergutmachung zu ermöglichen. Da viele der früheren Zwangsmassnahmen rechtmässig waren und direkte Rechtsansprüche der Opfer vor Gericht an Verjährung oder Beweislast gescheitert wären, wurde der Weg über ein Spezialgesetz mit Solidarleistungen überwiegend positiv beurteilt. Allerdings wurde darauf hingewiesen, dass das Gesetz kein Präjudiz für staatliche Haftung darstellt und zukünftige Forderungen (etwa von nach 1981 Betroffenen) nicht automatisch ableitbar sind. Insgesamt trug das AFZFG trotz gewissen Kritikpunkten wesentlich dazu bei, das Unrecht öffentlich anzuerkennen und das Vertrauen der Opfer in den Rechtsstaat zumindest teilweise wiederherzustellen.
Der Bundesrat anerkannte zudem am 25. Februar 2025 Verbrechen gegen die Menschlichkeit an Jenischen und Sinti und bekräftigte seine Entschuldigung.

## Umsetzung und Wirkung
Für die praktische Umsetzung des AFZFG ist das Bundesamt für Justiz (BJ) als federführende Behörde zuständig. Dort wurde eine Fachstelle eingerichtet, welche die eingehenden Gesuche der Opfer entgegennimmt und bearbeitet. Eine vom Bundesrat eingesetzte beratende Kommission unterstützt das BJ bei der Prüfung der Gesuche und der Abwicklung der Auszahlungen. Zeitgleich richteten alle Kantone die im Gesetz vorgesehenen Anlauf- und Beratungsstellen ein, meist angesiedelt bei kantonalen Sozialdiensten oder Opferhilfe-Beratungsstellen. Diese übernahmen die Erstberatung der Antragstellenden und halfen z. B. beim Beschaffen von Archivalien aus Staatsarchiven, um die Anspruchsberechtigung zu belegen. Ausserdem wurden in Archiven von Bund, Kantonen, Gemeinden, Kirchen und privaten Organisationen systematisch relevante Aktenbestände identifiziert, gesichert und erschlossen, um Auskünfte an Betroffene erteilen zu können.
Die Frist für die Einreichung von Gesuchen um den Solidaritätsbeitrag war ursprünglich auf ein Jahr ab Inkrafttreten befristet (bis 31. März 2018). Bis zu diesem Datum gingen beim Bundesamt für Justiz rund 9'000 Gesuche ein. Die Behörde priorisierte bei der Bearbeitung zunächst die ältesten und gesundheitlich schwer angeschlagenen Antragsteller: Bereits im Januar 2018 erhielten mehrere hundert hochbetagte oder schwerkranke Opfer umgehend den vollen Betrag von 25'000 Franken ausbezahlt, um sicherzustellen, dass sie noch zu Lebzeiten in den Genuss der Wiedergutmachung kommen. Bis zum Fristende konnten insgesamt 8'690 Gesuche positiv beschieden werden; dies entspricht einer Bewilligungsquote von über 95 %. In einigen hundert Fällen mussten Gesuche abgelehnt werden, etwa weil die Betroffenen nicht unter die gesetzlichen Kriterien fielen (z. B. Jahrgang nach 1981) oder weil Doppelanträge vorlagen. An die berechtigten Opfer wurden bis Mitte 2018 Solidaritätsbeiträge in der Gesamthöhe von rund 217 Millionen Franken ausbezahlt. Diese Summe lag im Rahmen der vom Bund ursprünglich erwarteten finanziellen Gesamtlast (250–300 Mio. Fr.) und wurde aus dem ordentlichen Bundeshaushalt finanziert. Für viele Empfänger bedeutete die Zahlung neben der materiellen Hilfe vor allem eine moralische Genugtuung und die offizielle Bestätigung des erlittenen Unrechts.
Nach Ablauf der Antragsfrist zeigten sich jedoch rasch die Nachteile der Befristung: Einige Betroffene hatten den Termin unverschuldet verpasst, weil sie z. B. im Ausland lebten oder von der Regelung erst spät erfuhren. Opferorganisationen forderten daher eine Verlängerung bzw. Aufhebung der Frist, um niemanden auszuschliessen. Das Parlament griff diese Forderung auf: Am 19. Juni 2020 beschloss es eine Änderung des AFZFG, mit der die Eingabefrist für Gesuche vollständig gestrichen wurde. Diese Gesetzesrevision trat am 1. November 2020 in Kraft. Seither können berechtigte Personen zeitlich unbefristet – also lebenslang – ein Gesuch um den Solidaritätsbeitrag stellen. Durch diese Anpassung sollten auch jene wenigen Dutzend oder hunderte Opfer, die den ursprünglichen Termin versäumt hatten oder erst später von ihrem Recht erfuhren, noch entschädigt werden können. In der Praxis gingen nach 2020 vereinzelt weitere Gesuche ein; die grosse Mehrheit der Anspruchsberechtigten hatte jedoch bereits bis 2018 ein Gesuch gestellt, sodass die Zahl der Nachzügler gering blieb.
Mit der Umsetzung des AFZFG war auch der Auftrag des Runden Tisches erfüllt. Dieses Gremium trat am 8. Februar 2018 zu seiner letzten Sitzung zusammen und wurde anschliessend aufgelöst. Bundesrätin Sommaruga dankte den Mitgliedern des Runden Tisches ausdrücklich für ihre Arbeit und ihr jahrelanges Engagement zugunsten der Opfer.
Die wissenschaftliche Aufarbeitung entfaltete ebenfalls nachhaltige Wirkung: Nach Veröffentlichung der UEK-Berichte 2019 diskutierten Medien und Fachkreise die Befunde intensiv. Die Schätzungen (z. B. 60'000 administrativ Versorgte) fanden Eingang in das kollektive historische Gedächtnis der Schweiz und unterstrichen die Notwendigkeit der Rehabilitierung. Das NFP 76 lieferte bis 2024 weitere vertiefte Analysen und trug massgeblich dazu bei, Lehren aus der Vergangenheit für Gegenwart und Zukunft abzuleiten. Die daraus hervorgegangenen Impulse – etwa im Bereich der heutigen Jugendhilfe, des Vormundschaftswesens oder der Entschädigungspraxis – werden von Behörden geprüft und teilweise bereits umgesetzt.
In einigen Kantonen ergaben sich zusätzliche Initiativen über die bundesrechtlichen Vorgaben hinaus (siehe Abschnitt Rezeption und Kritik). So haben einzelne Kantone oder Gemeinden eigene Wiedergutmachungsleistungen erbracht oder planen solche. Diese regionalen Unterschiede in der Umsetzung führen zu einer anhaltenden gesellschaftlichen Debatte darüber, welche Ebene (Bund, Kantone, involvierte Institutionen) in welchem Ausmass Verantwortung übernehmen soll.

## Ausblick
Mit dem AFZFG und seinen Begleitmassnahmen ist die offizielle Aufarbeitung der fürsorgerischen Zwangsmassnahmen zwar weit vorangeschritten, doch ist das Kapitel noch nicht vollständig abgeschlossen. In den kommenden Jahren dürfte die Zahl der neuen Anträge auf Solidaritätsbeiträge weiter zurückgehen, da die meisten Betroffenen inzwischen erreicht wurden und viele der Opfer bereits hochbetagt sind. Nichtsdestoweniger bleibt die Möglichkeit für Nachanmeldungen dank der aufgehobenen Frist bestehen, was ein wichtiges Signal an die Opfer darstellt, dass ihre Anliegen zeitlich unbegrenzt Gehör finden können.
Der Fokus verlagert sich zunehmend von der Entschädigung zur Erinnerungskultur und Prävention. Durch das Programm «erinnern für morgen» und andere Bildungs- und Vermittlungsprojekte soll die Gesellschaft aus dem begangenen Unrecht lernen. Geplant sind bis mindestens 2028 zahlreiche Aktivitäten – von Schulprojekten über Ausstellungen und Gedenkveranstaltungen bis hin zu Publikationen –, um die Erfahrungen der Verdingkinder und anderen Opfer im Bewusstsein zu halten und zukünftigen Generationen ein «Erinnern für morgen» zu ermöglichen. Die Erkenntnisse aus UEK und NFP 76 fliessen dabei in Lehrmittel und Weiterbildungen ein, und Betroffene selbst wirken teilweise als Zeitzeugen in der Aufklärung mit. Dieser gesellschaftliche Dialog über die Vergangenheit soll dazu beitragen, dass ähnliche Unrechtstatbestände sich nicht im aktuellen Gesetz wiederholen.
Politisch wird auch diskutiert, ob weitere Schritte nötig sind. So stehen Überlegungen im Raum, ein zentrales nationales Mahnmal oder Dokumentationszentrum für die Opfer der fürsorgerischen Zwangsmassnahmen zu errichten. Zudem wird beobachtet, ob die kantonalen Zusatzentschädigungen (wie in Zürich und Schaffhausen) Schule machen und möglicherweise zu einer neuen, kantonsübergreifenden Lösung führen. Auch Forderungen nach einer Anerkennung von nach 1981 erfolgten behördlichen Fehlentscheiden (etwa in der Fremdplatzierung) wurden vereinzelt laut, doch stellt dies eine politisch und juristisch schwierige Diskussion dar, da der gesetzliche Schnitt bewusst im Jahr 1981 gezogen wurde.
Insgesamt gilt das AFZFG als Meilenstein der Vergangenheitsaufarbeitung in der Schweiz. Es hat die Grundlage dafür geschaffen, dass den Opfern von staatlich geduldetem Unrecht zumindest symbolisch Gerechtigkeit widerfährt, und es hat eine breite öffentliche Debatte über die Werte von Fürsorge, Kindeswohl und individuellen Rechten angestossen. Der fortdauernde Auftrag besteht nun darin, das Andenken der Opfer zu bewahren und die Lehren aus diesem dunklen Kapitel in zukünftiges staatliches Handeln einfliessen zu lassen.